# 黄海龍門駅
黄海龍門駅（ファンへリョンムンえき、朝鮮語: 황해룡문역）は、朝鮮民主主義人民共和国の黄海南道信川郡の駅で、殷栗線に属する。 

## 隣の駅
殷栗線
信川駅 - 黄海龍門駅 - 三泉駅